# گرترود کاسبیر
گرترود کاسِبیِر (انگلیسی: Gertrude Käsebier; ۱۸ مهٔ ۱۸۵۲ – ۱۲ اکتبر ۱۹۳۴) از تأثیرگذارترین عکاسان آمریکایی اوایل سدهٔ بیستم بود. او به خاطر پرتره‌هایش از بومیان آمریکا، به‌تصویرکشیدن مادرانگی و شناساندن عکاسی به عنوان حرفه‌ای برای زنان مشهور است.

## نگارخانه

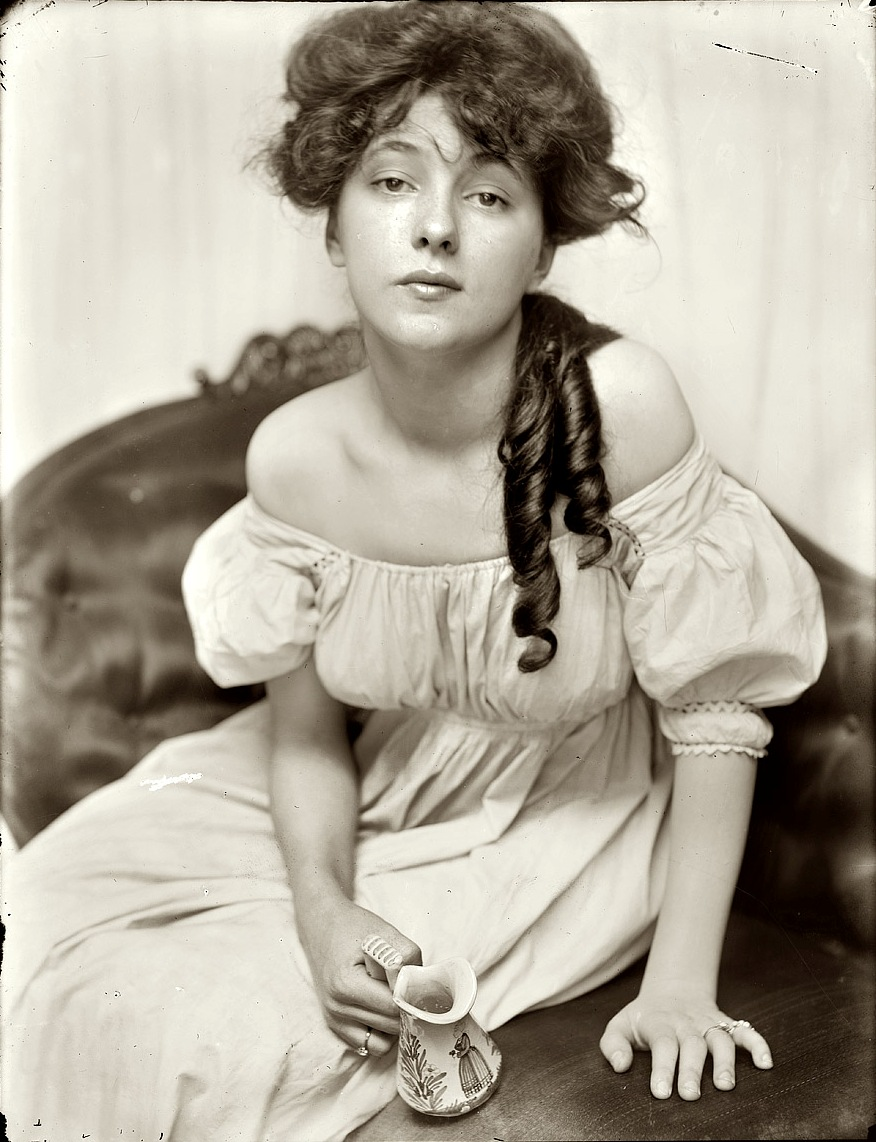
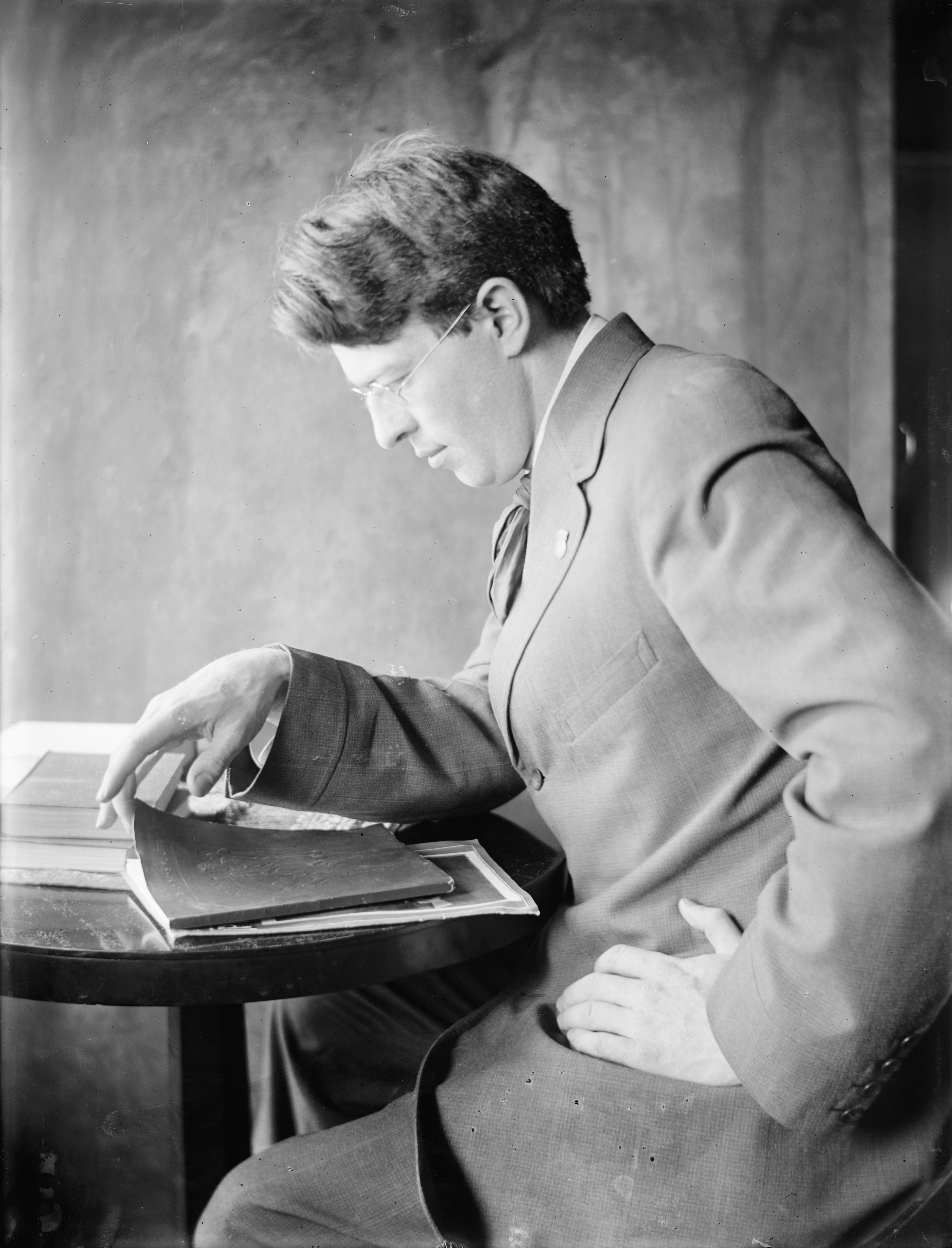
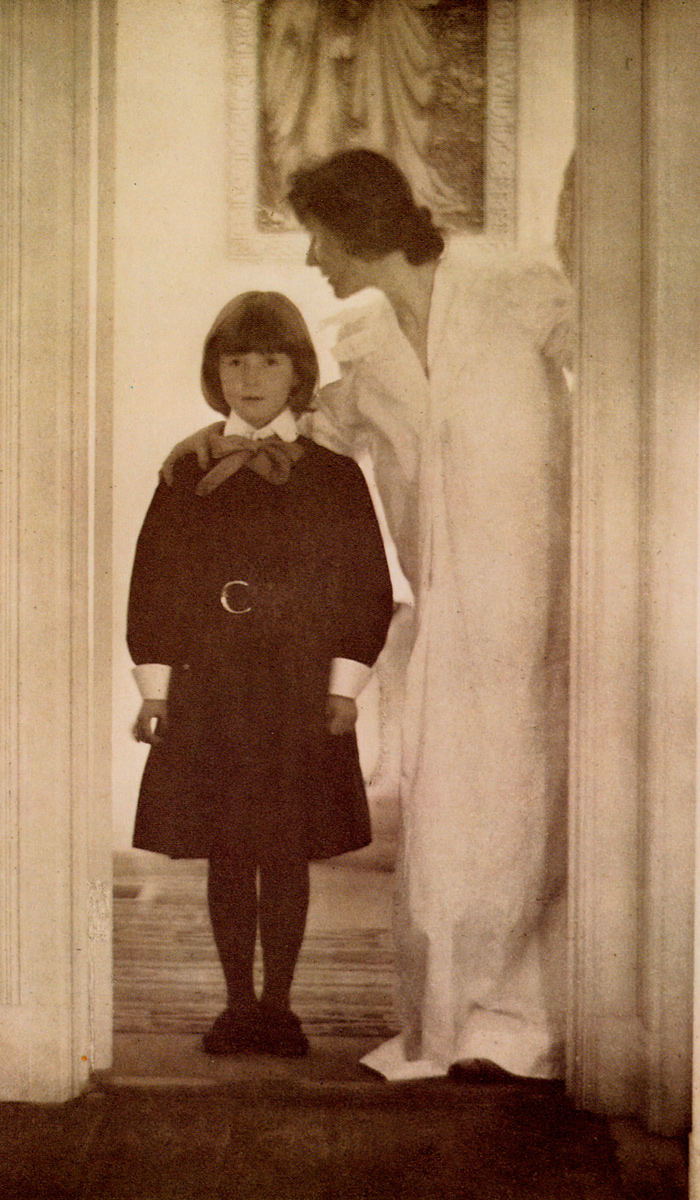
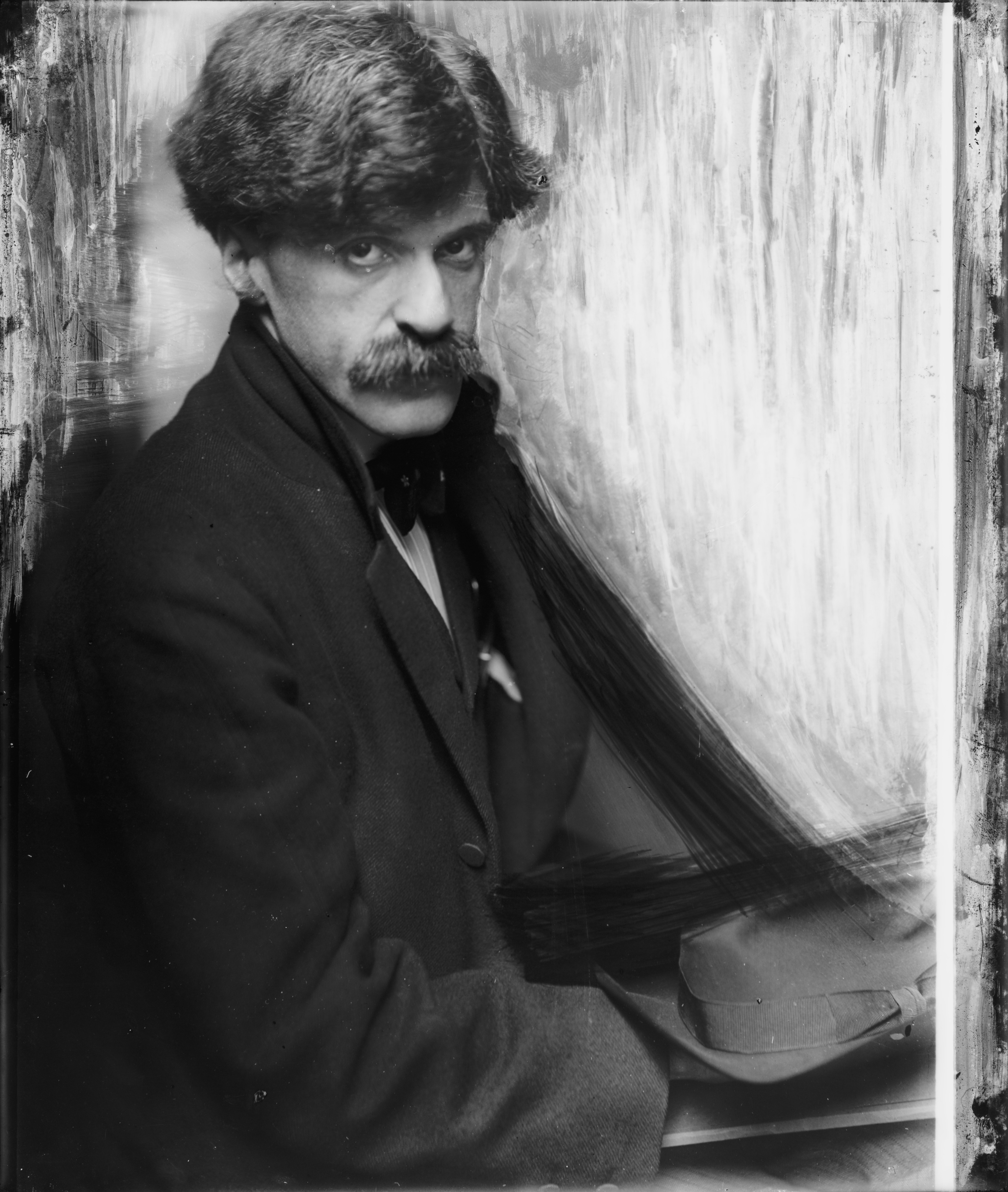
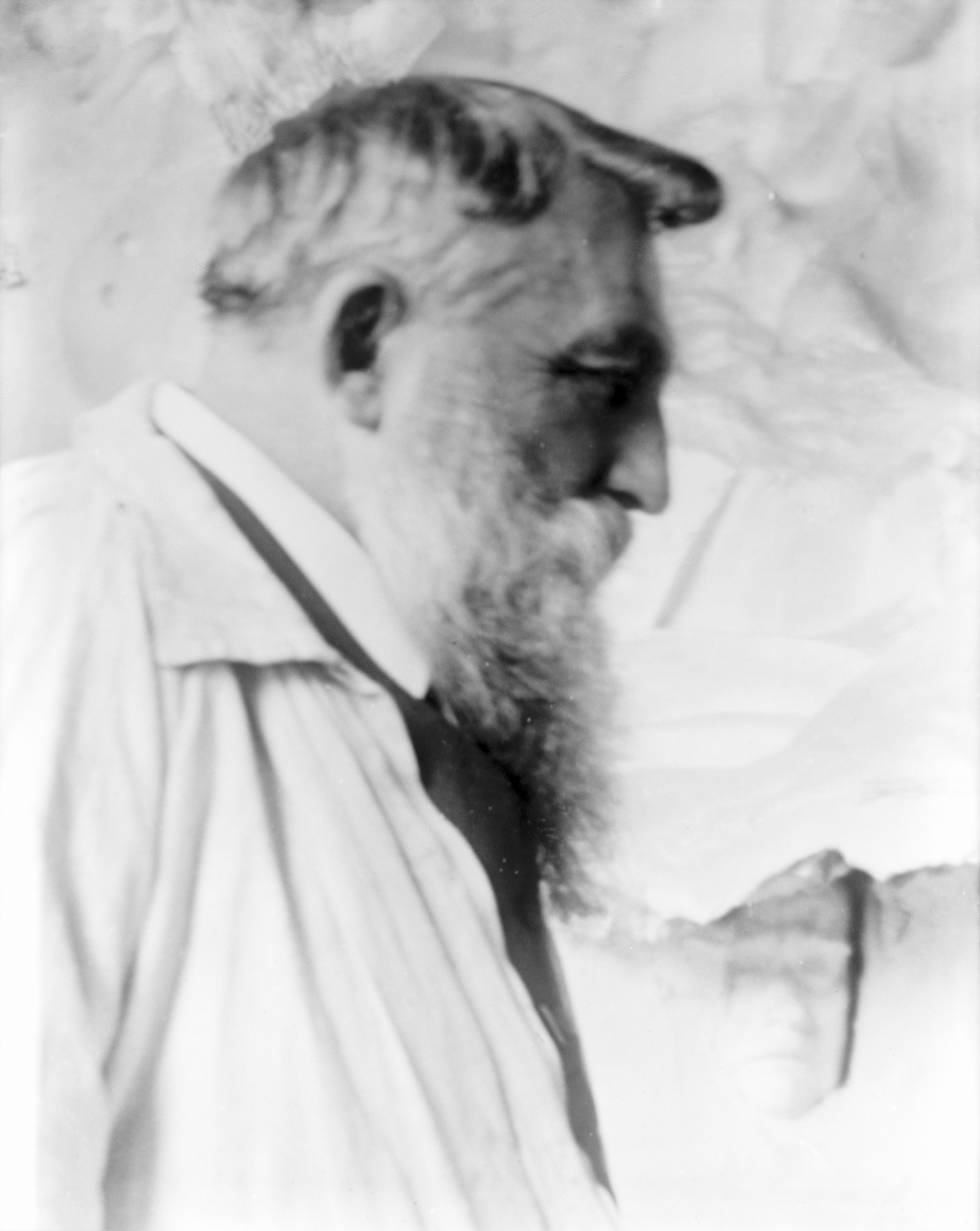
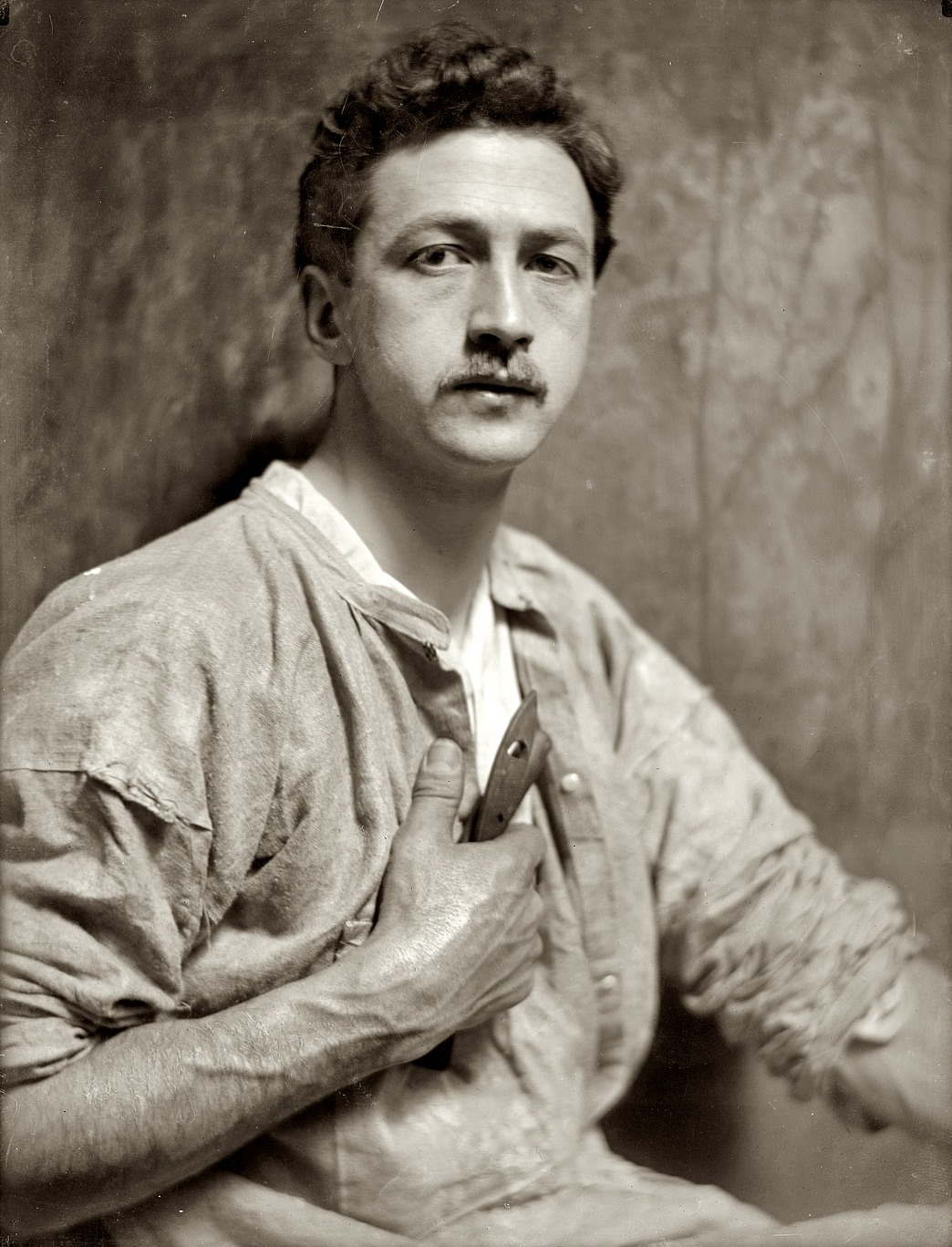
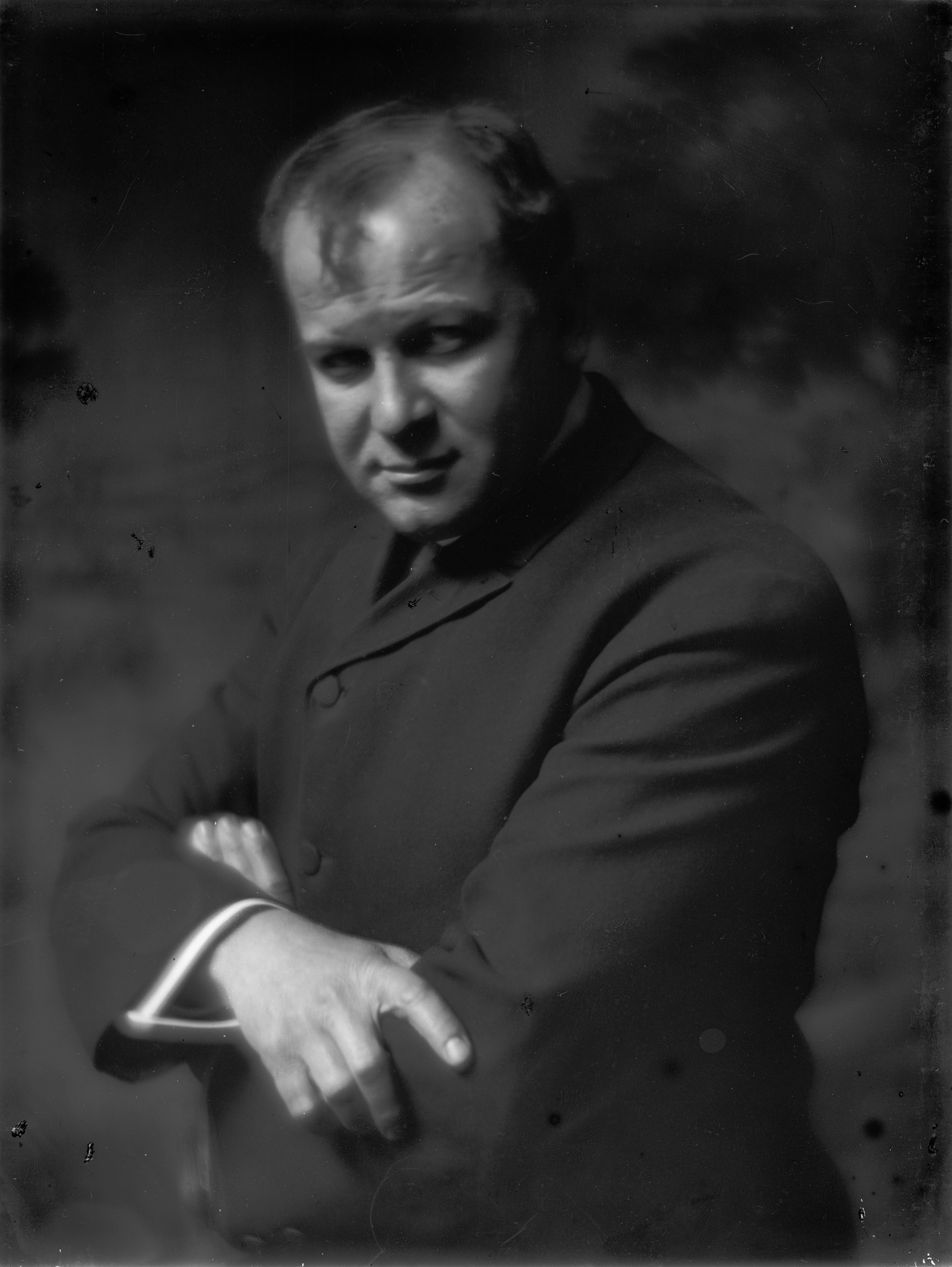
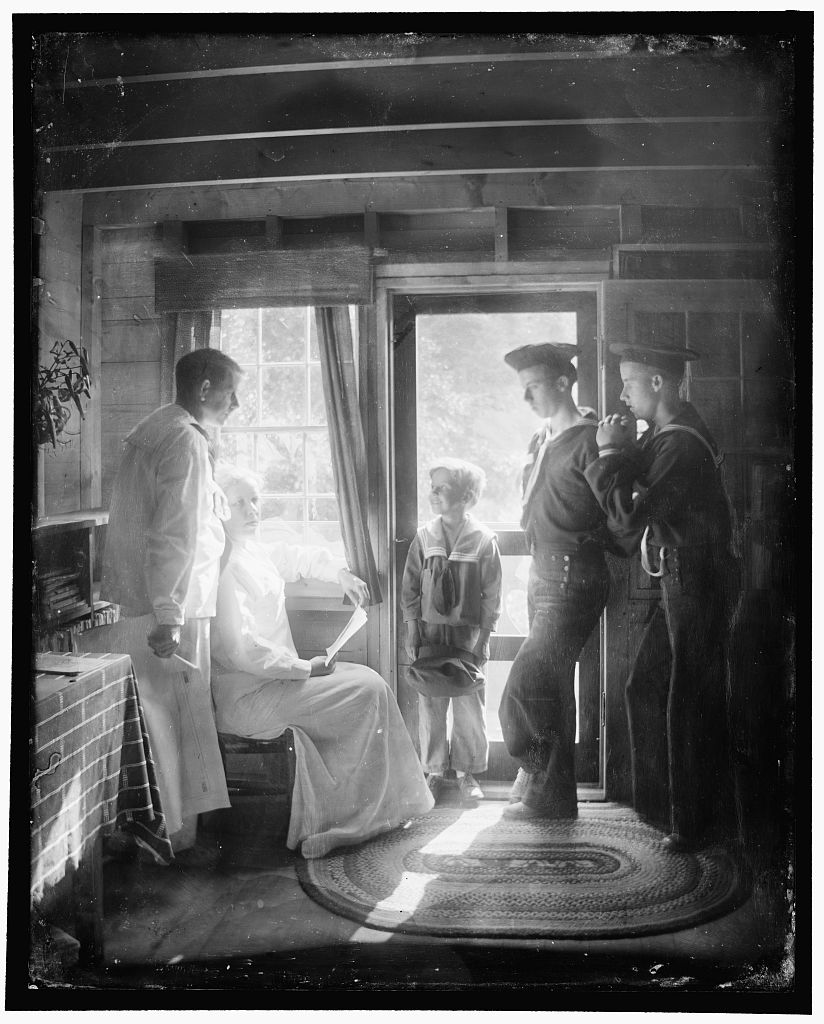
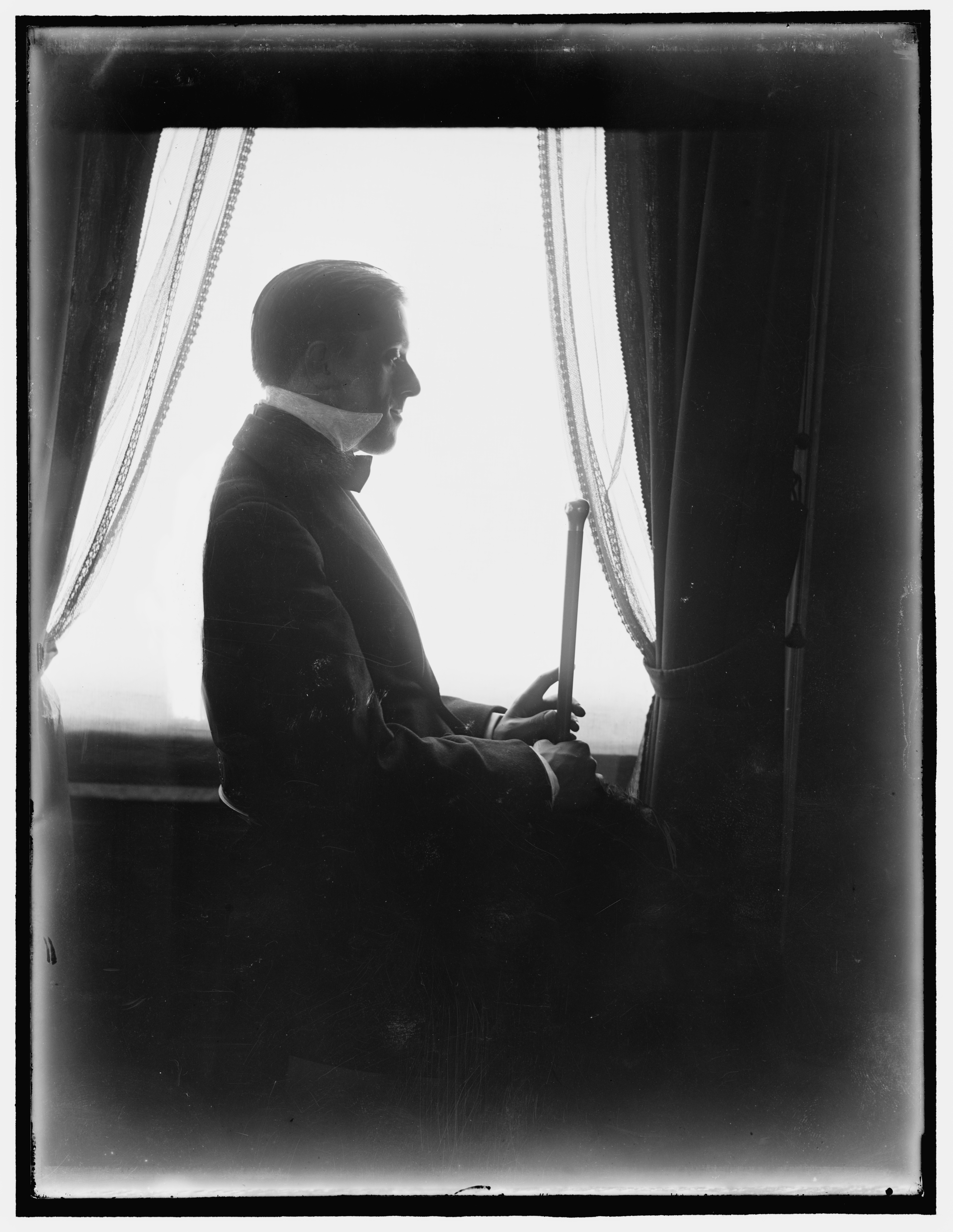
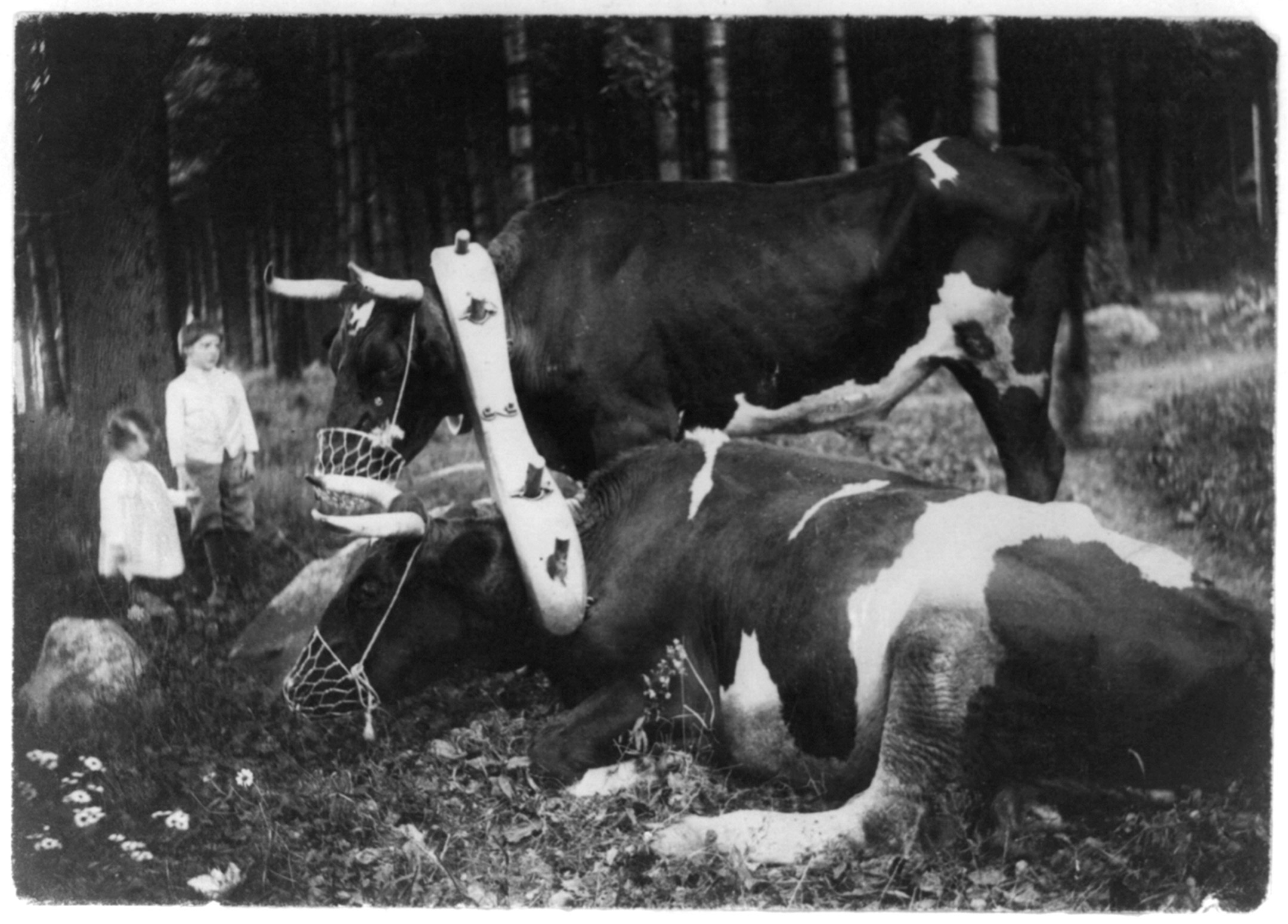
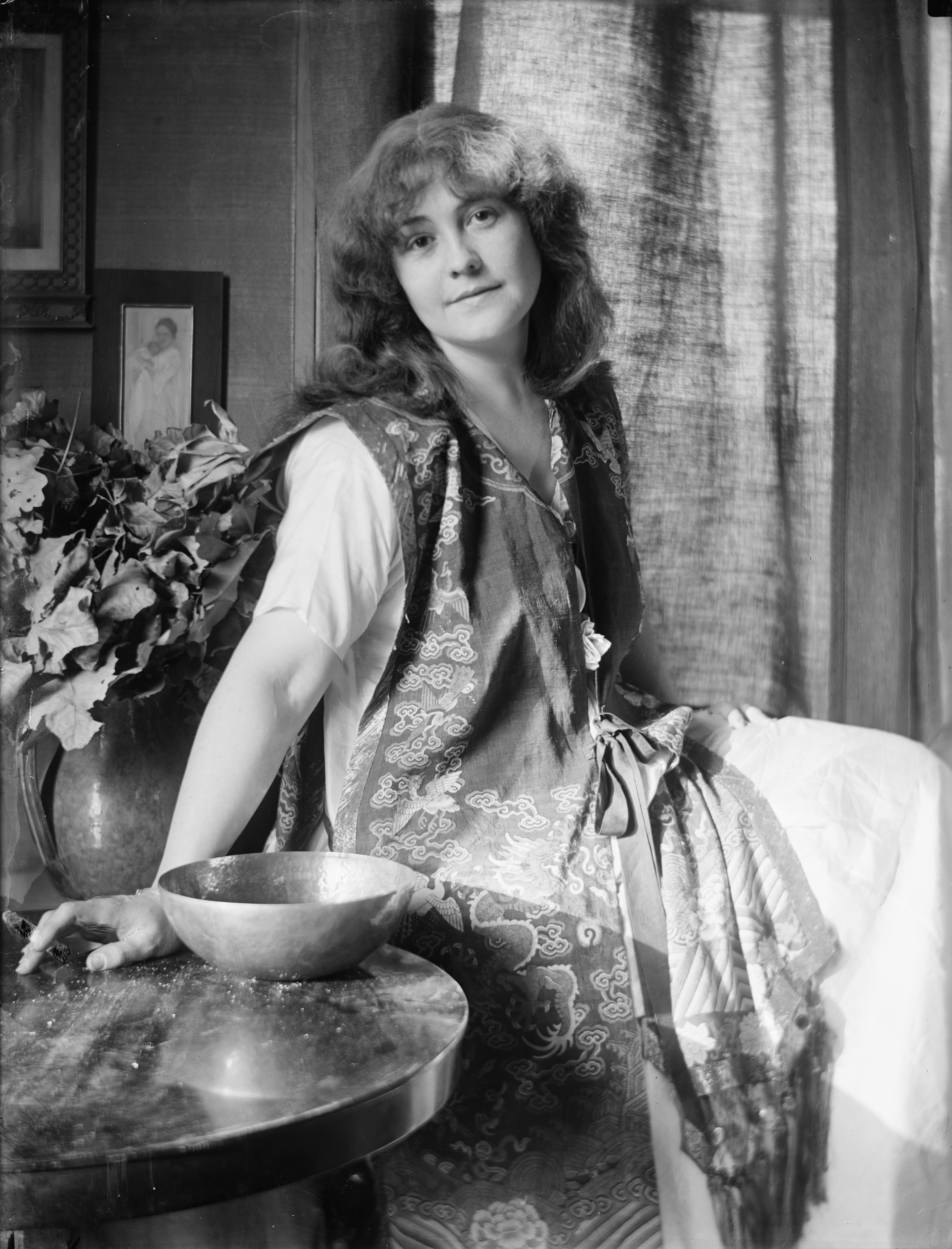
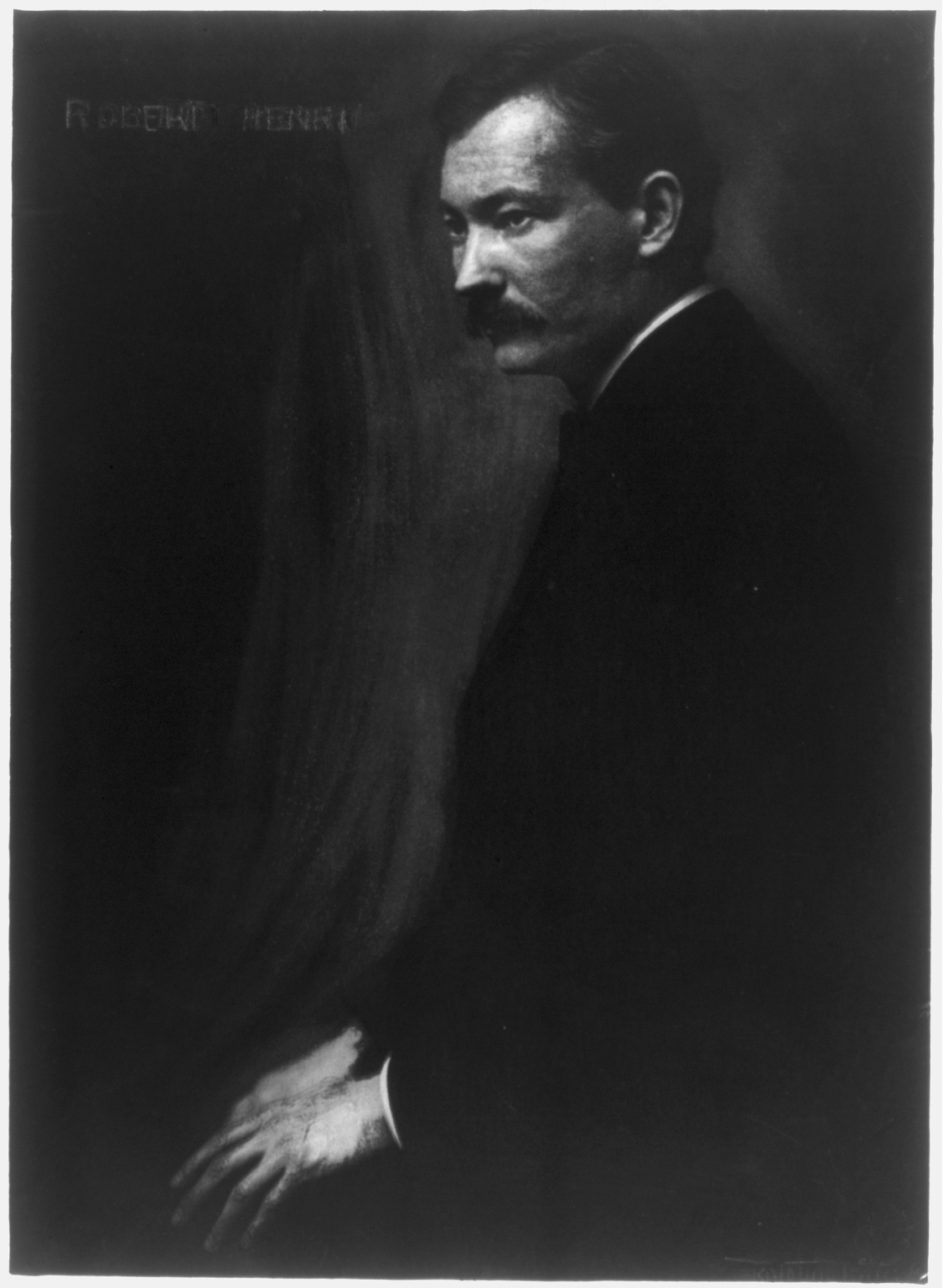
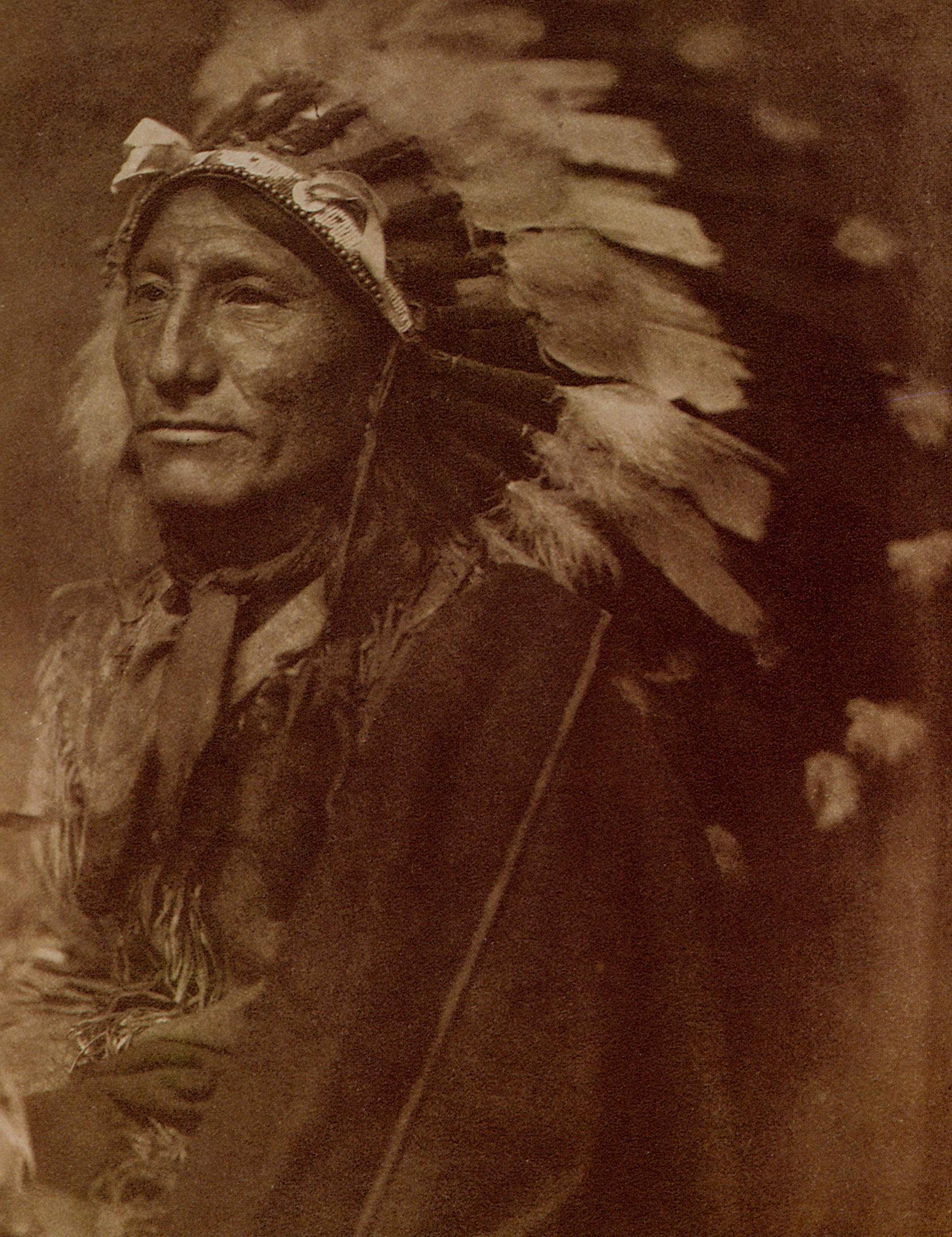
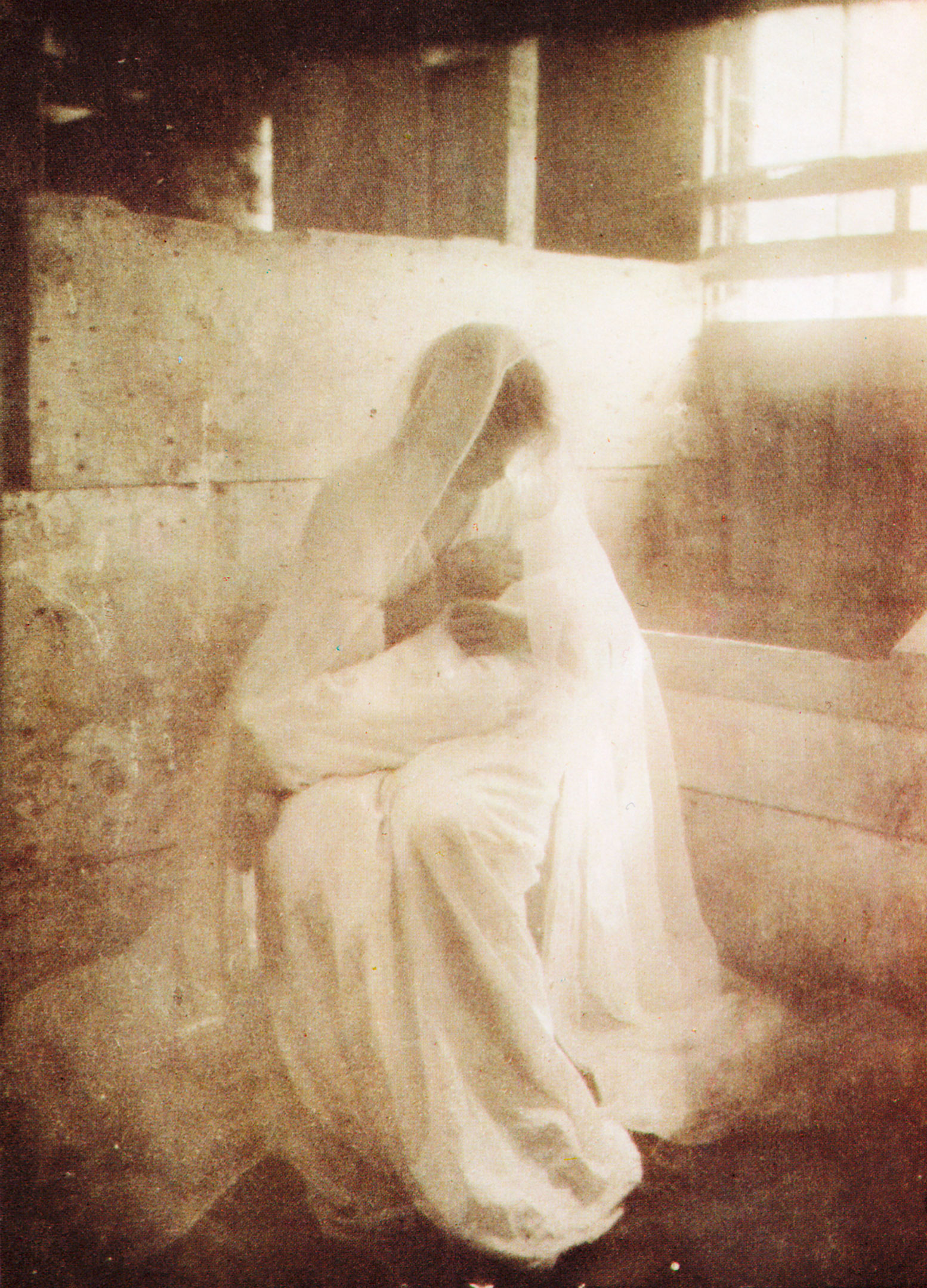
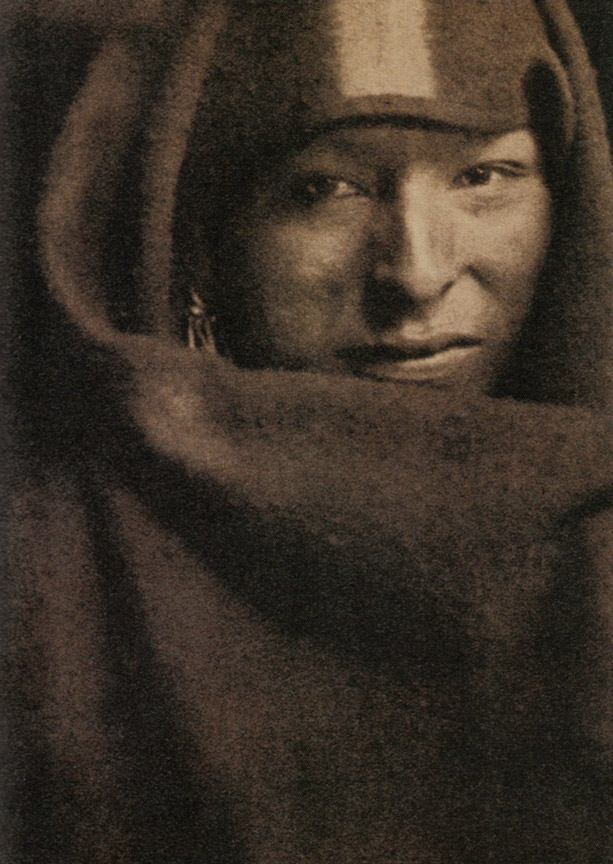